# 鹿角霜
鹿角霜（ろっかくそう）は鹿の角を粉末状に砕いたもの。
古くは、江戸時代にこの製法が発案されたとも言われている。
発案者は石井仁とも言われているが、資料により製法発案者が複数存在しており不確かではある。
漢方として用いられることが多く、有名な漢方薬としては「龍角散」があげられるが、後の処方見直しの際に外されてしまう。